# Sing When You're Winning
Sing When You're Winning je treći studijski album Robbiea Williamsa, predstavljen singlom "Rock DJ", Robbievim trećim broj 1 singlom u Velikoj Britaniji. Ostali singlovi su: "Kids", duet s Kylie Minogue (br.2 na top-ljestvici), "Supreme" (br.4), "Let Love Be Your Energy" (br.10) i "Eternity / The Road To Mandalay" (njegov četvrti broj 1).
Album je proveo 91. tjedan na britanskoj top ljestvici albuma te se prodao u 2,182,000 kopija. Time je postao najprodavaniji album 2000. godine u Velikoj Britaniji, kao i 51. najprodavaniji album svih vremena, također u Britaniji.

## Popis pjesama
1. "Let Love Be Your Energy" – 4:58
2. "Better Man" – 3:22
3. "Rock DJ" – 4:16
4. "Supreme" – 4:15
5. "Kids" (s Kylie Minogue) – 4:46
6. "If It's Hurting You" – 4:10
7. "Singing For The Lonely" – 4:31
8. "Love Calling Earth" – 4:05
9. "Knutsford City Limits" – 4:45
10. "Forever Texas"  – 3:38
11. "By All Means Necessary" – 4:45
12. "The Road To Mandalay" – 3:57
13. Hidden message after "The Road To Mandalay"

## Top ljestvice

### Albuma
| Godina | Ljestvica               | Pozicija |
| ------ | ----------------------- | -------- |
| 2000.  | UK Top Ljestvica Albuma | #1       |
| 2000.  | Billboard 200           | #110     |

### Singlova
| Godina | Singl                                                   | Ljestvica                          | Pozicija |
| ------ | ------------------------------------------------------- | ---------------------------------- | -------- |
| 2000.  | "Millennium"                                            | UK Top Ljestvica Singlova          | #1       |
| 2000.  | "Millennium"                                            | U.S. Billboard Hot Dance Club Play | #24      |
| 2000.  | "Kids"                                                  | UK Top Ljestvica Singlova          | #2       |
| 2000.  | "Supreme"                                               | UK Top Ljestvica Singlova          | #4       |
| 2001.  | "Let Love Be Your Energy" Eternity/The Road to Mandalay | UK Top Ljestvica Singlova          | #10      |
| 2001.  | "Eternity/The Road to Mandalay"                         | UK Top Ljestvica Singlova          | #1       |